# Code voor erkende organisaties
De Code voor erkende organisaties (Code for Recognized Organizations, RO-code) is de SOLAS-, MARPOL- en LL-standaard op het gebied van erkende organisaties. Met resolutie MEPC.237(65) op 17 mei 2013 en MSC.349(92) op 21 juni 2013 werd bepaald dat de code op 1 januari 2015 van kracht zou worden.
De code specificeert de voorwaarden waaraan organisaties moeten voldoen om op te treden namens een vlaggenstaat. De code werd voorbereid door de Sub-Committee on Flag State Implementation (FSI), nu Sub-Committee on Implementation of IMO Instruments (III) geheten. De behoefte aan erkende organisaties ontstond doordat bleek dat niet elke vlaggenstaat over de benodigde kennis en mankracht beschikt om de naleving van IMO-verdragen af te dwingen. In de praktijk zijn erkende organisaties classificatiebureaus die al een groot deel van het onderliggende onderzoek uitvoeren. Hiertoe sluit de vlaggenstaat memoranda van overeenstemming af met een aantal organisaties. Waar aanvankelijk alleen goedkope vlaggen gebruikmaakten van erkende organisaties, geldt dit steeds meer voor traditionele zeevaartnaties.